# Flash of Two Worlds
"Flash of Two Worlds" é uma história publicada originalmente em setembro de 1961 na 123ª edição da revista The Flash. Considerada uma das mais importantes de todos os tempos, a história foi responsável pelo surgimento do conceito "Multiverso DC" - uma representação ficcional da interpretação da mecânica quântica que propõe a existência de universo paralelos. A partir da história, ficaria estabelecido que os personagens surgidos durante o período denominado "Era de Ouro dos Quadrinhos" (entre 1938 e 1955), bem como as histórias por eles protagonizadas, pertenceriam a um universo paralelo denominado Terra 2, distinto daquele em que ocorriam as histórias publicadas pela editora durante a década de 1960.
Escrita por Gardner Fox, e desenhada por Carmine Infantino, a história reúne os dois primeiros personagens a adotaram a alcunha de Flash: Jay Garrick e Barry Allen. O editor Julius Schwartz - responsável pela reformulação da editora nos anos anteriores, a partir da criação de Allen - foi o editor da história, citada como uma das mais memoráveis já publicadas. Ao lançar sua autobiografia, Schwartz inclusive daria ao livro o título Man of Two Worlds. Em 2004, uma cópia da edição foi leiloada e alcançou o valor de US$83,000.